# Академик Николай Пилюгин (судно)
Академик Николай Пилюгин (судно) — двухвинтовое многопалубное научно-исследовательское судно (НИС), спроектированное для изучения верхних слоёв атмосферы и процессов распространения радиоволн, для обеспечения надёжного управления пилотируемыми космическими аппаратами на орбитальном участке полета и при выполнении ими наиболее ответственных динамических операций вне зон радиовидимости с территории СНГ и для выполнения других задач.

## История
Научно-исследовательское судно «Академик Николай Пилюгин», проект 19510 («Адонис»), разработано ЦКБ Балтсудопроект под руководством главного конструктора Б. П. Ардашева. Заложено 12 апреля 1988 года на южном стапеле Ленинградского объединения «Адмиралтейские верфи». На воду спущено 23 августа 1991 года. Названо в честь советского инженера-конструктора в области систем автономного управления ракетными и ракетно-космическими комплексами Николая Пилюгина.
В 1996 году программы космических исследований в России были сокращены. Их финансирование прекратилось. Поэтому достройку НИС «Академик Николай Пилюгин», имеющем 58 % готовности, завершать не стали. Недостроенное судно продали итальянской судостроительной верфи «Мариотти». Ныне, после переоборудования в круизный лайнер Seven Seas Navigator, судно совершает круизы в Средиземном море. Круизный лайнер Seven Seas Navigator фигурирует в фильме « After The Sunset» с участием Pierce Brosnan and Salma Hayek в главных ролях.

## Конструкция
Для сохранения непотопляемости НИС «Академик Николай Пилюгин» имеет второе дно и четыре палубы, а по длине разделён тринадцатью поперечными водопроницаемыми переборками. Если два любых отсека будут затоплены, то судно останется на плаву. Остойчивость судна соответствует Правилами Регистра СССР, принятым в 1985 году. Судно было спроектировано так, что при любом состоянии моря и силы ветра его плавание должно остаться безопасным, а научные исследования можно проводить при волнении моря до 6 баллов.

2026